# فهرست قنات‌های شهرستان کیار
جدول زیر براساس آمار وزارت جهاد کشاورزی تهیه شده‌است. فهرست زیر قنات‌های شهرستان کیار در استان چهارمحال و بختیاری را نشان می‌دهد.
| نام قنات          | موقعیت                 | نزدیک‌ترین روستا | طول قنات (متر) | تعداد میله چاه | عمق مادر چاه | دبی (لیتر بر ثانیه) | سطح زیر کشت (هکتار) |
| ----------------- | ---------------------- | --------------- | -------------- | -------------- | ------------ | ------------------- | ------------------- |
| آب شرب روستا      | بخش مرکزی شهرستان کیار | قلعه ممکا       | ۱۵۰۰           | ۲۵             | ۲۵           | ۱۷                  | ۰                   |
| احمدآباد          | بخش مرکزی شهرستان کیار | شلمزار          | ۸۰۰            | ۳۵             | ۲۰           | ۱۰                  | ۳۰                  |
| اردوگاه شهیدباهنر | بخش مرکزی شهرستان کیار | قلعه تک         | ۴۰۰            | ۷              | ۱۵           | ۴                   | ۱۰                  |
| بالاده            | بخش مرکزی شهرستان کیار | قلعه ممکا       | ۵۰۰۰           | ۳۵             | ۳۵           | ۲۰                  | ۳۰                  |
| بالاکت            | بخش مرکزی شهرستان کیار | دستگرد          | ۸۰۰            | ۱۹             | ۲۰           | ۲۵                  | ۳۰                  |
| بیدبادام بالا     | بخش مرکزی شهرستان کیار | حاجی‌آباد        | ۱۰۰۰           | ۱۰             | ۸            | ۱۲                  | ۳۰                  |
| بیدبادام پایین    | بخش مرکزی شهرستان کیار | حاجی‌آباد        | ۵۰۰            | ۱۱             | ۱۸           | ۲۵                  | ۵                   |
| جعفرکشته          | بخش مرکزی شهرستان کیار | جعفرآباد        | ۳۰۰            | ۱۵             | ۱۵           | ۷                   | ۲۰                  |
| حسن‌آباد           | بخش مرکزی شهرستان کیار | گشنیزجان        | ۴۰۰            | ۲۵             | ۲۶           | ۲۰                  | ۷                   |
| حسین‌آباد          | بخش مرکزی شهرستان کیار | دستگرد          | ۱۰۰۰           | ۲۴             | ۲۵           | ۱۵                  | ۶۵                  |
| خیارسبز           | بخش مرکزی شهرستان کیار | شلمزار          | ۲۰۰            | ۶              | ۱۶           | ۶                   | ۱۰                  |
| دره ماوان         | بخش مرکزی شهرستان کیار | دستگرد          | ۱۷۰۰           | ۳۵             | ۴۵           | ۳۰                  | ۸۰                  |
| دمبره             | بخش مرکزی شهرستان کیار | خیرآباد         | ۲۰۰۰           | ۴۷             | ۳۲٫۵         | ۶۵                  | ۳۵                  |
| رئیس              | بخش مرکزی شهرستان کیار | دنک             | ۵۵۰            | ۲۷             | ۲۲           | ۳۵                  | ۳۰                  |
| زیردشت            | بخش مرکزی شهرستان کیار | شلمزار          | ۱۵۰۰           | ۴۸             | ۱۸           | ۴۵                  | ۸۰                  |
| سردار جنگ         | بخش مرکزی شهرستان کیار | ایرانچه         | ۲۵۰۰           | ۵۸             | ۳۶           | ۶۵                  | ۵۵                  |
| سردارآباد         | بخش مرکزی شهرستان کیار | قلعه ممکا       | ۱۵۰۰           | ۱۰             | ۱۲           | ۱۰                  | ۱۰۰                 |
| قربولاغ           | بخش مرکزی شهرستان کیار | گهرو            | ۲۰۰۰           | ۱۵             | ۲۵           | ۲۵                  | ۳۵                  |
| قربولاغ بالا      | بخش مرکزی شهرستان کیار | گهرو            | ۱۵۰۰           | ۱۲             | ۱۵           | ۱۵                  | ۵                   |
| قریه              | بخش مرکزی شهرستان کیار | جعفرآباد        | ۱۲۰۰           | ۴۰             | ۲۵           | ۳۵                  | ۷۰                  |
| قنات برافتاب      | بخش مرکزی شهرستان کیار | امیرآباد        | ۹۵۰            | ۳۱             | ۱۸           | ۲۵                  | ۳۵                  |
| قنات دوقو         | بخش مرکزی شهرستان کیار | فرخشهر          | ۲۰۰۰           | ۹۰             | ۳۰           | ۱۰۰                 | ۳۶                  |
| قنات شاپورآباد    | بخش مرکزی شهرستان کیار | شاپورآباد       | ۷۶۵            | ۶۱             | ۱۷           | ۲۰                  | ۲۰                  |
| قنات مقیم         | بخش مرکزی شهرستان کیار | دستگرد          | ۳۵۰            | ۱۰             | ۱٫۵          | ۳۰                  | ۱۱                  |
| قنات کهنه         | بخش مرکزی شهرستان کیار | امیرآباد        | ۷۸۲            | ۴۸             | ۱۸           | ۲۵                  | ۲۵                  |
| میانده            | بخش مرکزی شهرستان کیار | حاجی‌آباد        | ۱۰۰۰           | ۲۰             | ۱۲           | ۲۰                  | ۱۵                  |
| میرآباد           | بخش مرکزی شهرستان کیار | دستگرد          | ۲۵۰            | ۳۴             | ۱۲           | ۸                   | ۲٫۷۹۹۹۹۹۹۵۲۳۱۶۲۸    |
| مینو              | بخش مرکزی شهرستان کیار | گهرو            | ۱۰۰۰           | ۱۲             | ۳۵           | ۴۵                  | ۵۰                  |
| نشتعون وهرکه      | بخش مرکزی شهرستان کیار | قلعه ممکا       | ۰              | ۰              | ۰            | ۰                   | ۰                   |
| نظربهرام          | بخش مرکزی شهرستان کیار | حاجی‌آباد        | ۱۲۰            | ۰              | ۰            | ۱۵                  | ۱۰                  |
| نو                | بخش مرکزی شهرستان کیار | خیرآباد         | ۱۵۰۰           | ۵۹             | ۱۸           | ۲۰                  | ۳۰۰                 |
| همواری            | بخش مرکزی شهرستان کیار | قلعه تک         | ۱۰۰۰           | ۳۰             | ۲۵           | ۲۰                  | ۴۵                  |
| ونگرفری بالا      | بخش مرکزی شهرستان کیار | دستگرد          | ۲۰۰۰           | ۳۵             | ۳۰           | ۳۰                  | ۱۱۵                 |
| پایین ده          | بخش مرکزی شهرستان کیار | قلعه ممکا       | ۱۰۷۰           | ۲۰             | ۰            | ۱۸                  | ۳۰                  |
| پایین کت          | بخش مرکزی شهرستان کیار | دستگرد          | ۲۰۰            | ۱۶             | ۱۰           | ۱۰                  | ۲۶                  |
| پوفه زار          | بخش مرکزی شهرستان کیار | گهرو            | ۱۵۰۰           | ۲۵             | ۳۵           | ۳۰                  | ۵۰                  |
| چاه فرهاد         | بخش مرکزی شهرستان کیار | دستگرد          | ۵۰۰            | ۱۸             | ۱۴٫۵         | ۲۵                  | ۴۰                  |
| چایلی             | بخش مرکزی شهرستان کیار | گهرو            | ۲۰۰۰           | ۱۵             | ۲۵           | ۲۰                  | ۲۵                  |
| چشمه پرچی         | بخش مرکزی شهرستان کیار | قلعه ممکا       | ۸۰۰۰           | ۳۰             | ۱۰           | ۰                   | ۷۰                  |
| کمال‌آباد          | بخش مرکزی شهرستان کیار | دستگرد          | ۸۰۰            | ۲۸             | ۲۲           | ۲۰                  | ۴۰                  |
| گاوخونی           | بخش مرکزی شهرستان کیار | حاجی‌آباد        | ۰              | ۰              | ۰            | ۰                   | ۴۸                  |
| گلینک             | بخش مرکزی شهرستان کیار | دنک             | ۱۰۰۰           | ۴۳             | ۲۷           | ۳۰                  | ۴۴                  |
| گندیان            | بخش مرکزی شهرستان کیار | خراجی           | ۳۰۰            | ۲۰             | ۱۸           | ۱۰                  | ۲۵                  |
| گوزن دره          | بخش مرکزی شهرستان کیار | قلعه ممکا       | ۰              | ۰              | ۰            | ۰                   | ۰                   |